# 沈勃 (1918年)
沈勃（1918年9月30日—2012年1月21日），原名张豫苓，山东黄县（今龙口市）人，中国建筑师、政治人物，曾主持多项重大工程的设计。

## 生平

### 地下党生涯
张豫苓于1918年9月30日出生于山东省黄县。1932年，张豫苓考入黄县县立中学，1935年到北平考上了崇实中学（现为北京市第二十一中学）高中，1937年卢沟桥事变后辍学回乡，担任小学教员。1940年日军占领黄县后，张豫苓辞去教职，回到北平崇实中学完成学业。1941年夏，张豫苓高中毕业，考入燕京大学物理系。后因太平洋战争爆发，燕京大学被封闭，张豫苓转入日本傀儡政权控制下的国立北京大学（后世常称为“伪北大”）工学院继续学习，期间于1943年11月加入中国共产党，并和宋汝棼、黄仕琦一起成立了伪北大工学院第一个中共党支部。
1945年，张豫苓从伪北大工学院毕业。这一年日本战败，国民政府宣布对“敌伪专科以上学校毕业生”进行甄审，学生在甄审合格、补习并考试之后才能得到证书。国民政府的甄审政策激起了北平各校大学生的反对。北京大学工学院发起北大校友联合会，后与师大联合组建北大、师大校友联合会，反对甄审。张豫苓被公推为联合会主席，最终迫使国民政府的甄审不了了之。1946年，张豫苓又参与了反对国民党操纵国民大会选举的学生运动，后因地下党员身份暴露，张豫苓撤往张家口中共解放区。之后化名沈勃，被派到沈阳和营口领导地下党组织工作。1948年，沈勃奉调潜回北平，任中共北平市委职业青年工委书记。

### 中华人民共和国成立后
中华人民共和国成立后，沈勃被调到北京市地政局任党组书记兼副局长。1953年，受命组建北京建筑设计院，先后任副院长和院长。在北京建筑设计院工作期间，沈勃主持设计了人民大会堂、北京工人体育场等1950年代的北京十大建筑。1964年，沈勃调任北京市规划局副局长。
1966年，文革爆发，沈勃被造反派打成“彭真死党”、“死不改悔的走资派”，被开除党籍、关押囚禁，三年后得到“解放”并恢复党籍。1970年被派到北京市建筑工程学校（今北京建筑大学）任“二把手”。1972年10月，沈勃重组北京市规划局，并于1973年6月提交了总体规划修改稿，这一规划中的道路红线至今仍在北京市有关部门的规划审批中发挥着重要作用。1977年，沈勃调到北京市建委任副主任，还兼任市科委和市规划委副主任，任内完成了北京二环路和三环路的建设。1983年，沈勃任北京市城建委主任，任内克服重重阻力，保住了密云水库的环境未被破坏，同年兼任北京市人大常委会委员。1984年，沈勃组织人大代表和有关部门反复调研论证，提出在河北高碑店兴建100万吨大型污水处理厂，并于1986年北京市市人大八届五次会议上与121位人大代表就修建污水处理厂一事联名提案，终于使项目得到批准。
1988年，70岁的沈勃退休。2011年12月1日，沈勃因不慎摔倒住院。2012年1月21日7时10分，沈勃在北京逝世，享年93岁。

## 个人生活
沈勃与夫人侯瑞霞为伪北大校友，也曾共同参与学生运动。中华人民共和国成立后，侯瑞霞长期在中央新闻纪录电影制片厂工作，曾任编辑部主任，1966年文革爆发后被迫害致死，终年48岁。沈勃与侯瑞霞育有二子，长子即为中国著名足球评论员张路。
沈勃爱好体育运动，曾经练习过中长跑、跳高、撑杆跳和跳远，在围棋、书画等方面也颇有造诣，亦曾担任北京市棋协主席。

## 轶事
“棋圣”聂卫平年少时，沈勃经常与聂卫平及其弟弟聂继波对弈。当时众人皆看好已是全国冠军的聂继波，唯独沈勃认为聂卫平踏实刻苦，将来必成大器。后果然言中。